# Convento dei cappuccini (Altötting)

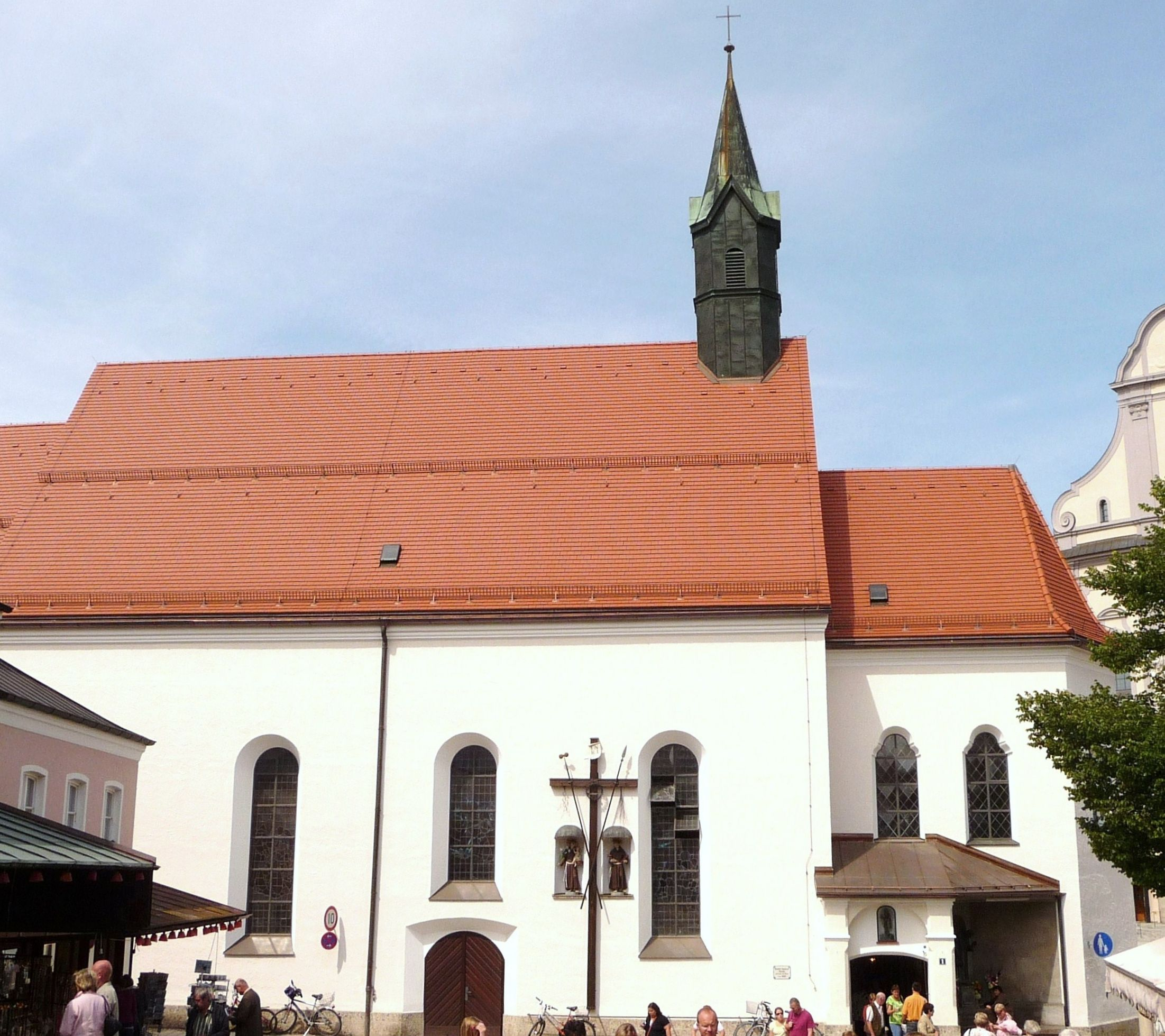
La chiesa di fratel Corrado

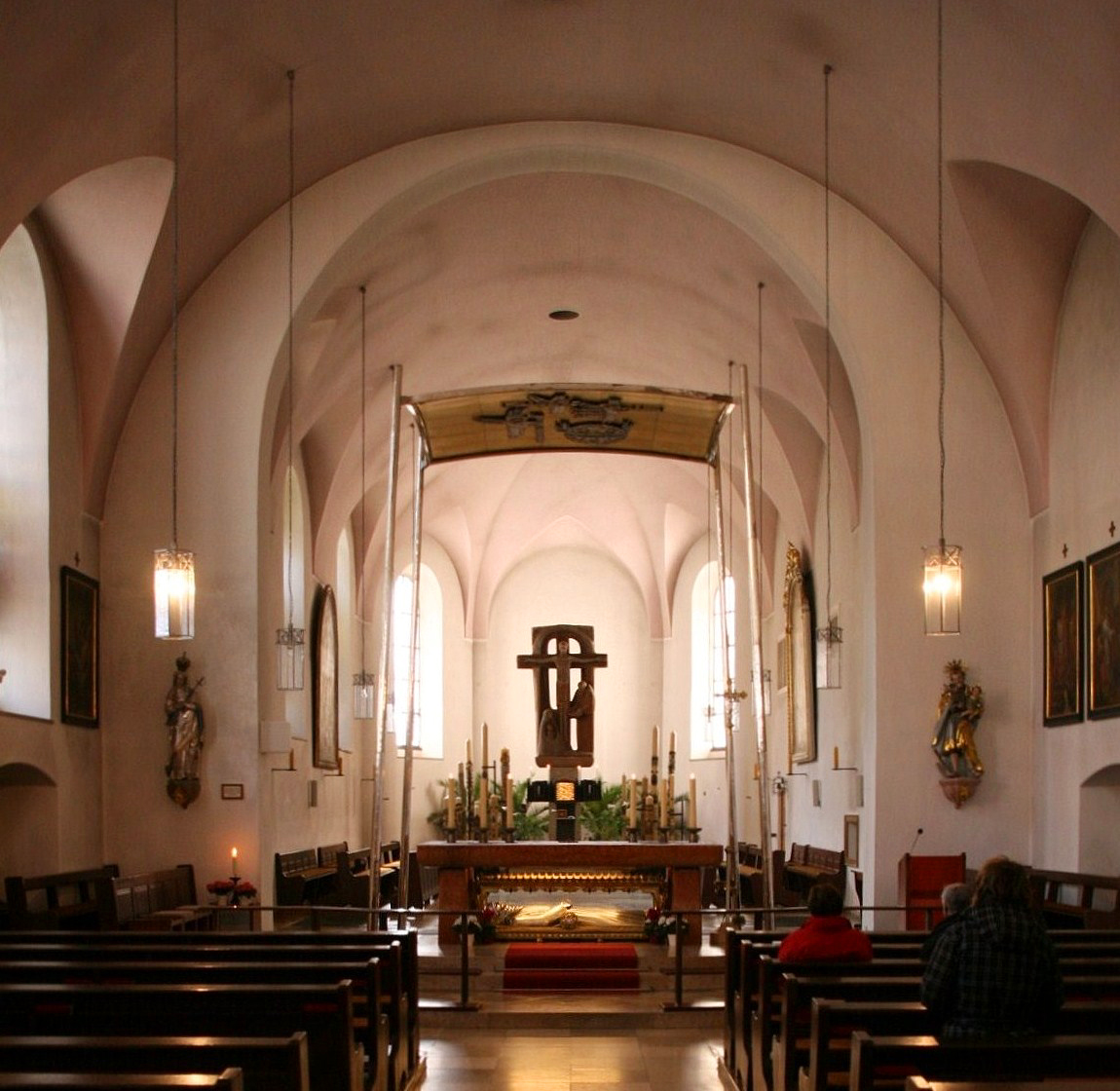
Coro della chiesa di fratel Corrado

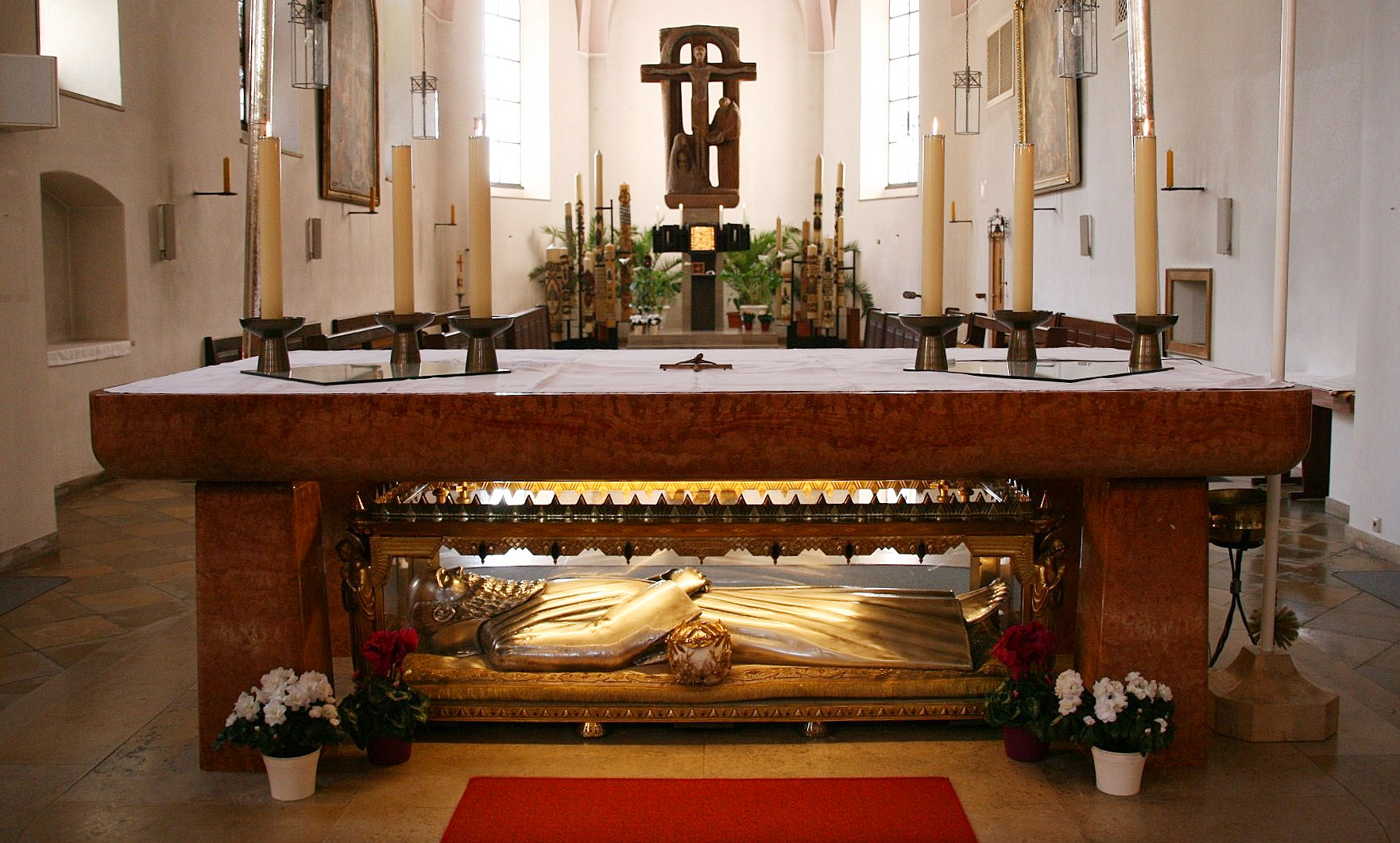
Teca delle reliquie di fratel Corrado

Il convento dei cappuccini di Altötting è un ex convento dei francescani, ora affidato ai cappuccini. Si trova in Baviera, nel territorio della diocesi di Passavia, nel luogo meta di pellegrinaggi di Altötting.

## Storia
Il convento, dedicato a san Corrado fu fondato nel 1654 da Franz Wilhelm von Wartenberg, principe-vescovo della diocesi di Ratisbona e prevosto della Collegiata di Altötting. La chiesa conventuale venne dedicata a sant'Anna in onore della principessa-elettrice Maria Anna d'Asburgo, figlia dell'imperatore Ferdinando II e vedova del principe elettore Massimiliano I di Baviera.
Nel corso della secolarizzazione in Baviera, nel maggio del 1802 i francescani furono cacciati da Altötting e si trasferirono a Ingolstadt e Tölz, mentre il convento venne affidato ai cappuccini, ma come Aussterbekloster. Circa 150 vi trovarono sede, trasferiti da altri conventi del medesimo Ordine, che erano stati chiusi.
Sotto il governo del re Ludovico I la provincia dell'Ordine dei cappuccini di Altötting rinacque. Da allora i cappuccini si occuparono dei pellegrinaggi alla Cappella delle Grazie, ov'è custodita l'immagine di Nostra Signora delle Grazie.
Il 23 marzo 1953 la Sacra Congregazione dei riti di Roma autorizzò la ridedicazione della chiesa dal nome di sant'Anna a quello di san Corrado da Parzham. Dagli anni 1956/57 la chiesa venne di conseguenza ristrutturata dall'architetto di Ratisbona Becker e dal 1961 il convento prese ufficialmente il nome di "convento di Fratel Corrado".

## Aspetto
All'ingresso del convento nulla fu mutato dai tempi di fratel Corrado, nemmeno nel corso della ristrutturazione del convento, avvenuta fra il 1959 e il 1960. Dall'ingresso in là si apre sulla sinistra una porta che dà sulla cella di Alessio, ove fratel Corrado amava pregare nei ritagli di tempo, poiché di là aveva una vista diretta verso l'altare. Nella cella di Alessio sono deposte numerose richieste di grazie e ringraziamenti per grazie ricevute (ex voto).
Nella chiesa si trova, sotto l'altare con baldacchino, la teca delle reliquie del santo. Le sue ossa riposano in uno scrigno argenteo, il capo invece è conservato separatamente in una custodia a parte.
Lo scultore tirolese Siegfried Moroder è l'autore del gruppo della Crocifissione dell'abside e dell'altare centrale. Di fronte al portale principale della chiesa sono conservati in un museo ricordi del santo. Dal 1965 è accessibile anche la cripta nella quale fu inumata originariamente la salma di san Corrado.
Nel 1657 la chiesa fu ristrutturata in stile proto-barocco. Un edificio sobrio com'è tipico delle chiese francescane. Così si rinunciò alla torre campanaria, erigendo al suo posto una flèche.
Nella parte posteriore si mostra il coro poligonale come corpo a sé stante. L'illuminazione diurna nel coro e nella navata è ottenuta tramite lunghe finestre rettangolari con il lato superiore ad arco.